# Línguas da Lituânia
A Lituânia tem o lituano como língua oficial e nacional. Porém outras línguas são faladas no país, principalmente, o polonês, o russo, o bielorrusso e o ucraniano.

## Língua lituana
O lituano tem aproximadamente 2 694 000 falantes nativos (inclui tanto o lituano padrão quanto o samogiciano). O lituano é uma das últimas duas línguas bálticas ainda faladas, a outra é o letão. Em muitas propriedades é particularmente arcaica e, portanto, é considerada uma das línguas indo-europeias mais arcaicas.

## Outras línguas
O polonês é falado por 358 mil, o russo por cerca de 344 mil, bielorrusso conta com 63 mil falantes, o ucraniano é falado por 45 mil pessoas, o tártaro tem cerca de 5 100, o letão possui cerca de 5 mil, o karaim conta com 300 falantes.
Em Klaipėda (Memel) e na Curlândia, ainda existem alguns lituanos que falam o alemão. O polonês é falado na parte oriental, também comumente encontrado em particular nas zonas rurais nos arredores de Vilnius e na área ao redor da cidade de Dieveniškės porque lá apesar de terem sido desalojados durante Segunda Guerra Mundial, porém uma grande minoria polonesa permaneceu. Devido a longa presença dos russos na Lituânia, a língua polonesa falada no país foi parcialmente misturada com palavras e frases russas, que agora é conhecida como polonês lituano.